# Alain Aspect
Pour les articles homonymes, voir Aspect.
Alain Aspect, né le 15 juin 1947 à Agen, est un physicien et universitaire français connu notamment pour avoir conduit parmi les premiers tests concluants portant sur l'un des paradoxes fondamentaux de la mécanique quantique, le paradoxe Einstein-Podolsky-Rosen.
En 2022, il est colauréat du prix Nobel de physique aux côtés de John Clauser et Anton Zeilinger « pour les expériences avec des photons intriqués, établissant les violations des inégalités de Bell et ouvrant une voie pionnière vers l’informatique quantique »,.
Il est élu à l'Académie française au fauteuil 22, le 26 juin 2025.

## Biographie

### Scolarité
Les parents d'Alain Aspect, instituteurs, sont arrivés en Lot-et-Garonne en 1930. Sa scolarité primaire s'est passée à l’école d’Astaffort, qui porte aujourd'hui son nom. « Mon goût pour la science est né à l’école primaire, grâce à des enseignants qui valorisaient cette discipline et les leçons de choses ». Puis au Lycée Bernard Palissy, à Agen, entre 1957 et 1964. Un cursus où il avait croisé la route de M. Hirsch, professeur de physique, « Il m’a donné le goût de cette matière et je suis persuadé qu’il a marqué des générations ».

### Études supérieures et carrière
Ancien élève de l’École normale supérieure de Cachan (promotion 1965), Alain Aspect poursuit ses études à la faculté des sciences d'Orsay (université de Paris). Il obtient la licence de physique en 1967, puis le diplôme d'études approfondies en optique en 1968. Recruté comme professeur agrégé de sciences physiques en 1969, il est détaché comme assistant à l'université Paris-Sud (pour le diplôme d'études approfondies en optique) de 1969 à 1971. Il prépare alors le diplôme de docteur de 3e cycle au sein de l'Institut d'Optique théorique et appliquée sous la direction de Serge Lowenthal. Il soutient sa thèse de 3e cycle en 1971 et part enseigner, au titre de la coopération, à l’École normale supérieure de Yaoundé (Cameroun) de 1971 à 1974,.
À son retour en France, il est nommé maître-assistant à l'ENS Cachan. Christian Imbert, professeur à l'École supérieure d'optique, et Olivier Costa de Beauregard, directeur de recherche au CNRS, lui proposent de préparer une thèse pour le doctorat d'État, portant sur la démonstration expérimentale du paradoxe Einstein-Podolsky-Rosen, au sein de son laboratoire d'expériences fondamentales en optique, à l'Institut d'Optique. Il publie en 1975 et 1976 deux articles dans lesquels il propose les expériences qu’il réalisera quelques années plus tard. Il obtient le doctorat d'État en 1983 en tranchant (voir Expérience d'Aspect) un vieux débat entre Albert Einstein et Niels Bohr sur les fondements de la mécanique quantique, et en amenant à l'obligation de choisir entre les principes de causalité et de localité, les deux ne pouvant être conservés à la fois,,.
En 1984, il est nommé maître de conférences à l'École polytechnique et sous-directeur de laboratoire au Collège de France (associé à la chaire de physique atomique et moléculaire de Claude Cohen-Tannoudji). Il travaille alors, au sein du laboratoire de spectroscopie hertzienne de l'École normale supérieure (maintenant Laboratoire Kastler Brossel), sur la méthode de refroidissement d'atomes par laser dite « sous le recul du photon », qui vaudra, en 1997, à Claude Cohen-Tannoudji le prix Nobel de physique.

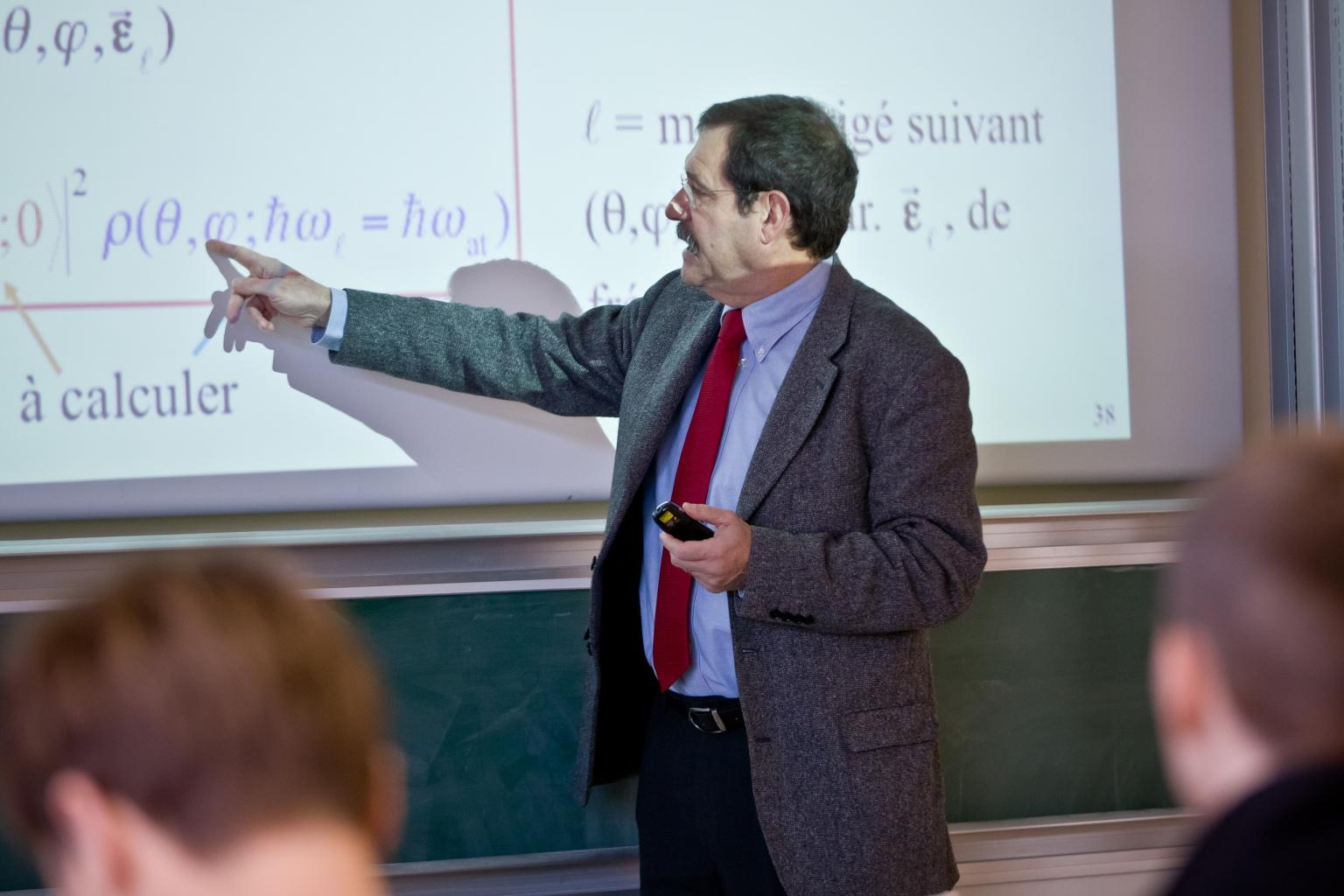
Alain Aspect à l'École polytechnique de Paris (2013).

En 1992, il retourne à Orsay au sein de l'Institut d'Optique en tant que directeur de recherche au CNRS. Il est directeur-adjoint de SupOptique (école de l'Institut d'Optique Théorique et Appliquée IOTA) de 1992 à 1994. Il y monte un nouveau groupe de recherche consacré aux miroirs atomiques, aux condensats de Bose-Einstein et à l'optique atomique quantique.

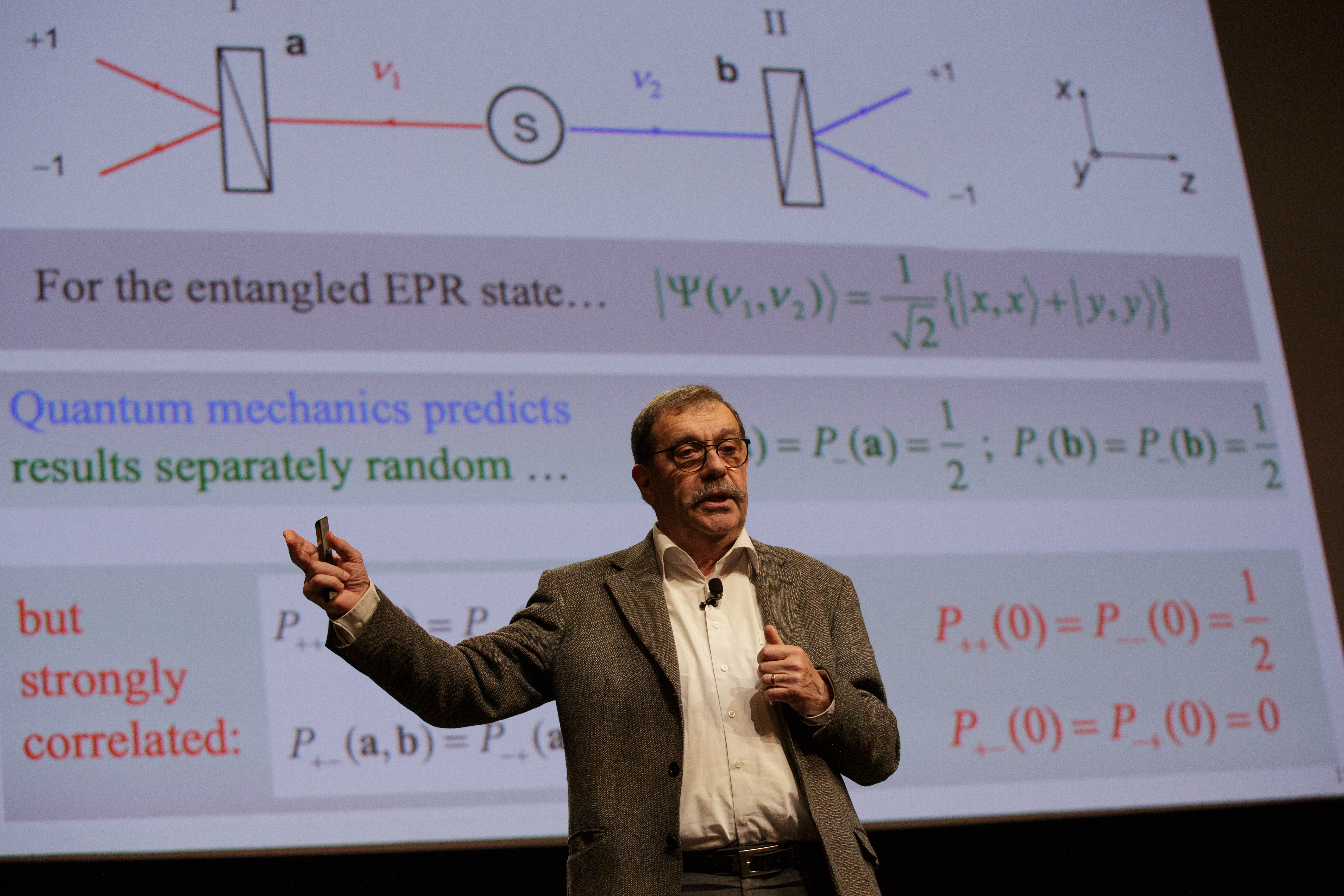
Alain Aspect à l'École polytechnique de Paris (9 novembre 2022).

Directeur de recherche émérite au Centre national de la recherche scientifique, membre de l'office parlementaire d'évaluation des choix scientifiques et technologiques, il est professeur à l'Institut d'optique Graduate School, (titulaire de la chaire Augustin Fresnel), professeur à l'École polytechnique et professeur affilié à l'École normale supérieure Paris-Saclay (anciennement ENS Cachan). Il est également cofondateur en 2019 de la jeune pousse Pasqal, une entreprise spécialisée dans l’informatique quantique, qui travaille sur un ordinateur quantique à atomes neutres (atomes non ionisés refroidis à quelques microkelvins),.
Le 4 octobre 2022, il se voit décerner, avec l'Autrichien Anton Zeilinger et l'Américain John Francis Clauser, le prix Nobel de physique pour leurs expériences sur l'intrication quantique et la violation des inégalités de Bell réalisées à l'Institut d'Optique,,,,.

### Académie française
Le 26 juin 2025, il est élu membre de l’Académie française, au fauteuil n°22, laissé vacant par le décès de René de Obaldia,. 

## Prises de position

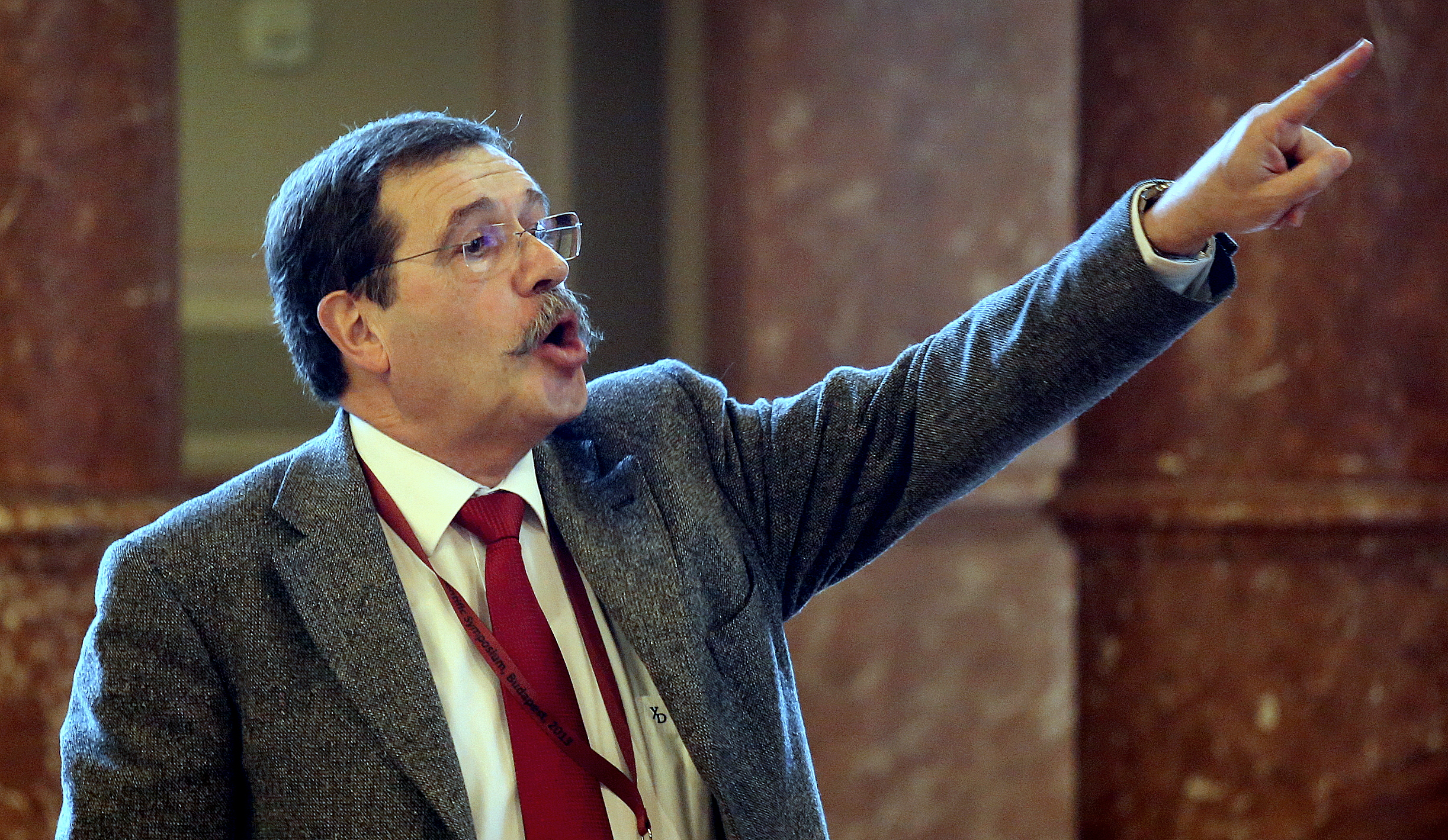
Alain Aspect à l'université polytechnique de Budapest (2013).

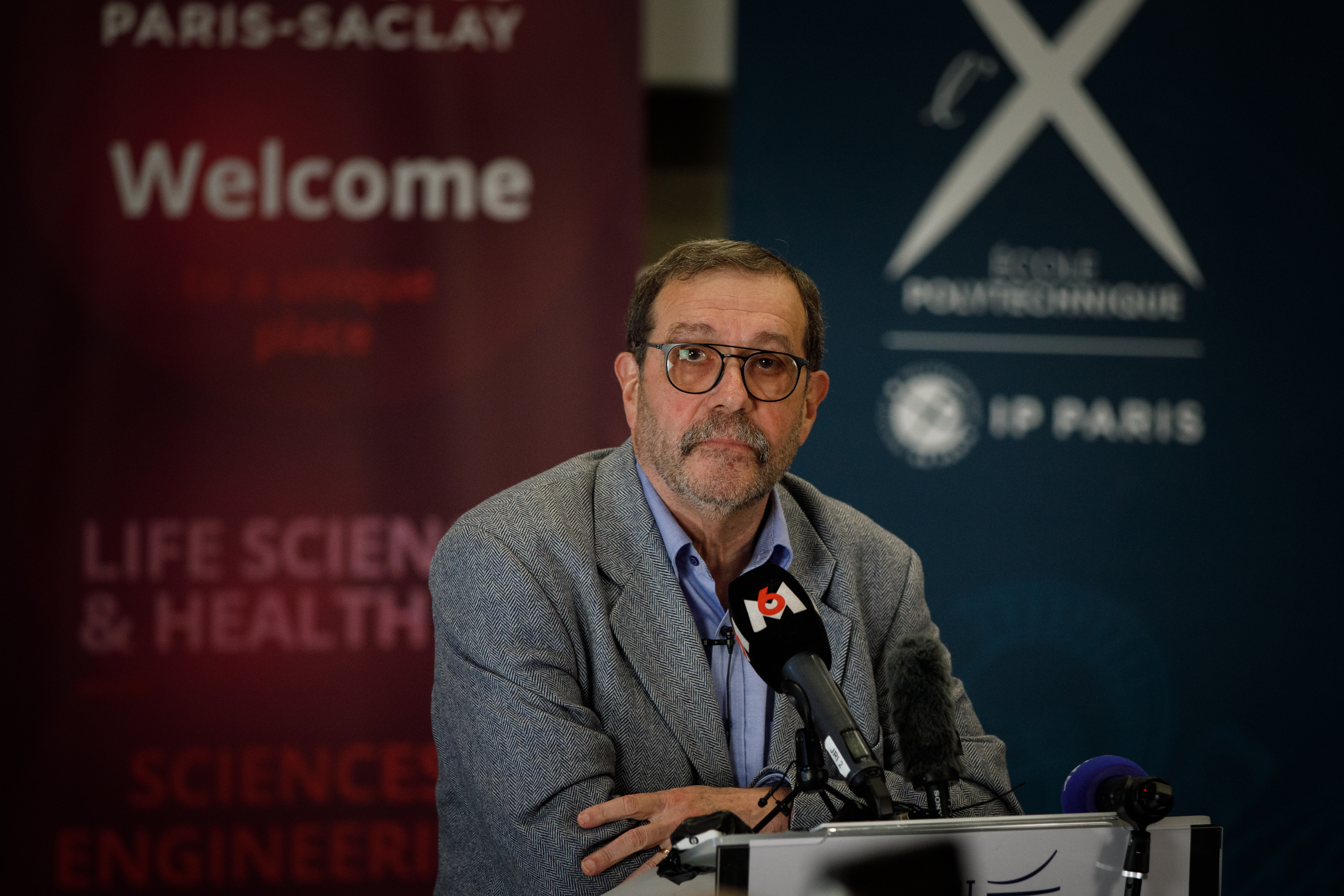
Alain Aspect à l'Institut d’Optique, le 4 octobre 2022.

Le nouveau lauréat du Prix Nobel a fait part lors de ses interventions et entretiens de son point de vue sur la recherche.

### Communauté internationale de la recherche
Alain Aspect déclare dans un entretien avec la Fondation Nobel : « C'est important que les scientifiques conservent leur communauté internationale quand le monde ne va pas si bien et que le nationalisme s'impose dans beaucoup de pays ».

### Manque de moyens de la recherche française
Alain Aspect regrette le manque de moyens dans les laboratoires scientifiques, combiné au manque de postes pour les jeunes. « Ce sont des talents dont on se prive ». La  loi de programmation de la recherche a des budgets associés inférieurs à ce que « l’Académie des sciences avait estimé être le minimum pour que la recherche française puisse rester au niveau des concurrents étrangers ».

### Appel pour plus de jeunes scientifiques
D'autre part, il lance un appel afin que la jeunesse ait confiance en la science pour la résolution des problèmes actuels et qu'elle se tourne davantage vers elle,.

## Publications principales
Il est l'auteur de plusieurs ouvrages et articles fondamentaux sur la physique quantique, dont :
- Introduction aux lasers et à l'optique quantique (avec Gilbert Grynberg et Claude Fabre), Paris, Éditions Ellipses, 1997 ;
- (en) Bose-Einstein Condensates and Atom Lasers (ouvrage collectif), Londres, Plenum Publishers, 2000 ;
- (en) Lévy Statistics and Laser Cooling: How Rare Events Bring Atoms to Rest, Cambridge (avec François Bardou, Jean-Philippe Bouchaud et Claude Cohen-Tannoudji), Cambridge University Press, 2002 ;
- Einstein aujourd'hui (avec Michel Le Bellac, Michèle Leduc, François Bouchet et Éric Brunet), Paris, CNRS Éditions, 2005  (ISBN 9782271125392)[28] ;
- (en) Introduction to Quantum Optics: From the Semi-classical Approach to Quantized Light (avec Gilbert Grynberg et Claude Fabre), Cambridge, Cambridge University Press, 2010 ;
- (en) Single-Photon Generation and Detection: Physics and Application (ouvrage collectif), Londres, Academic Press, 2013 ;
- Einstein et les révolutions quantiques, Paris, CNRS Éditions, 2019[29].
- Si Einstein avait su, Paris, Odile Jacob, 2025[30],[31].

## Distinctions

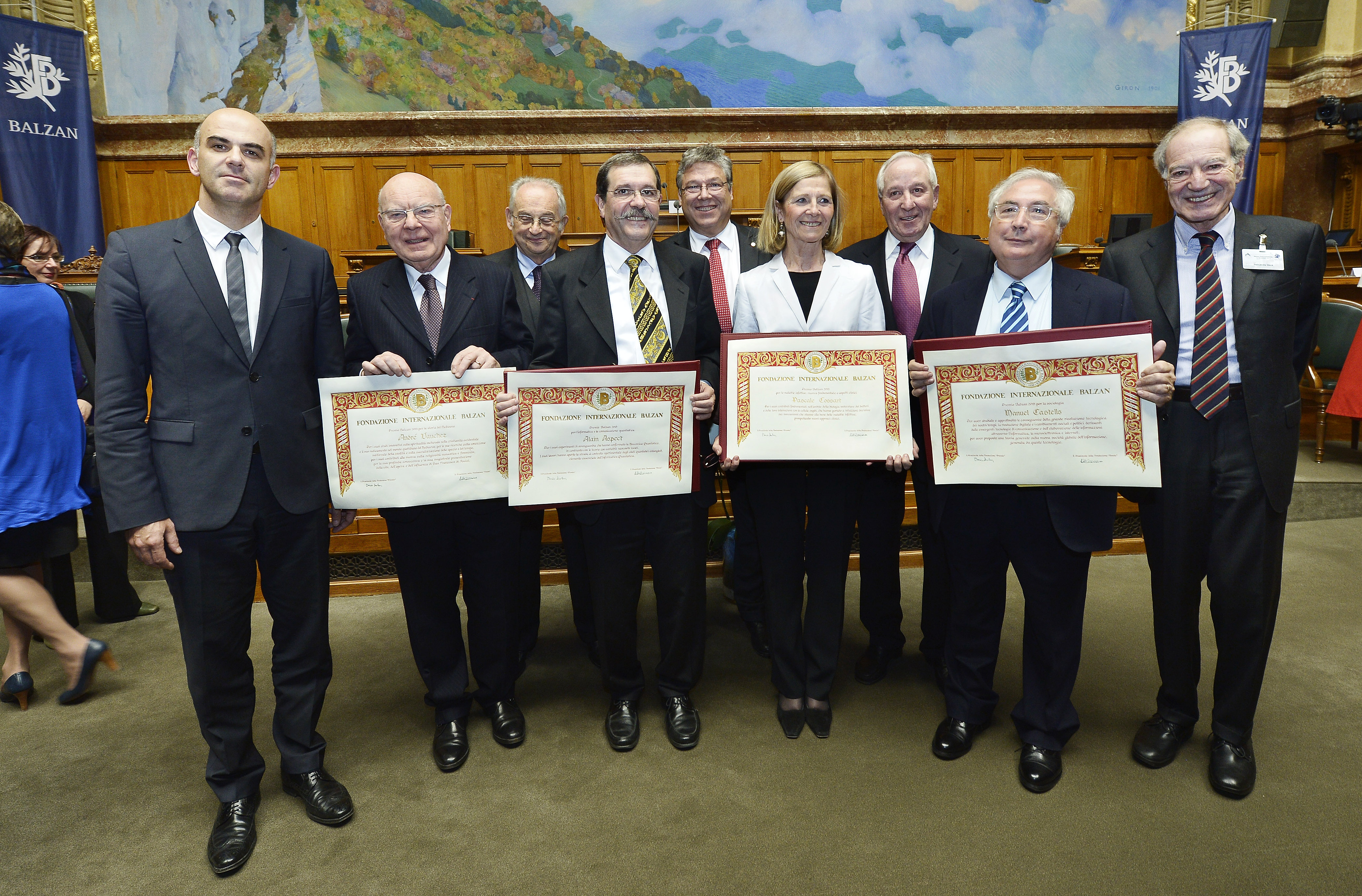
Alain Aspect avec André Vauchez, Pascale Cossart et Manuel Castells lors de la cérémonie de remise des Prix Balzan, en 2013 à Berne (Suisse).

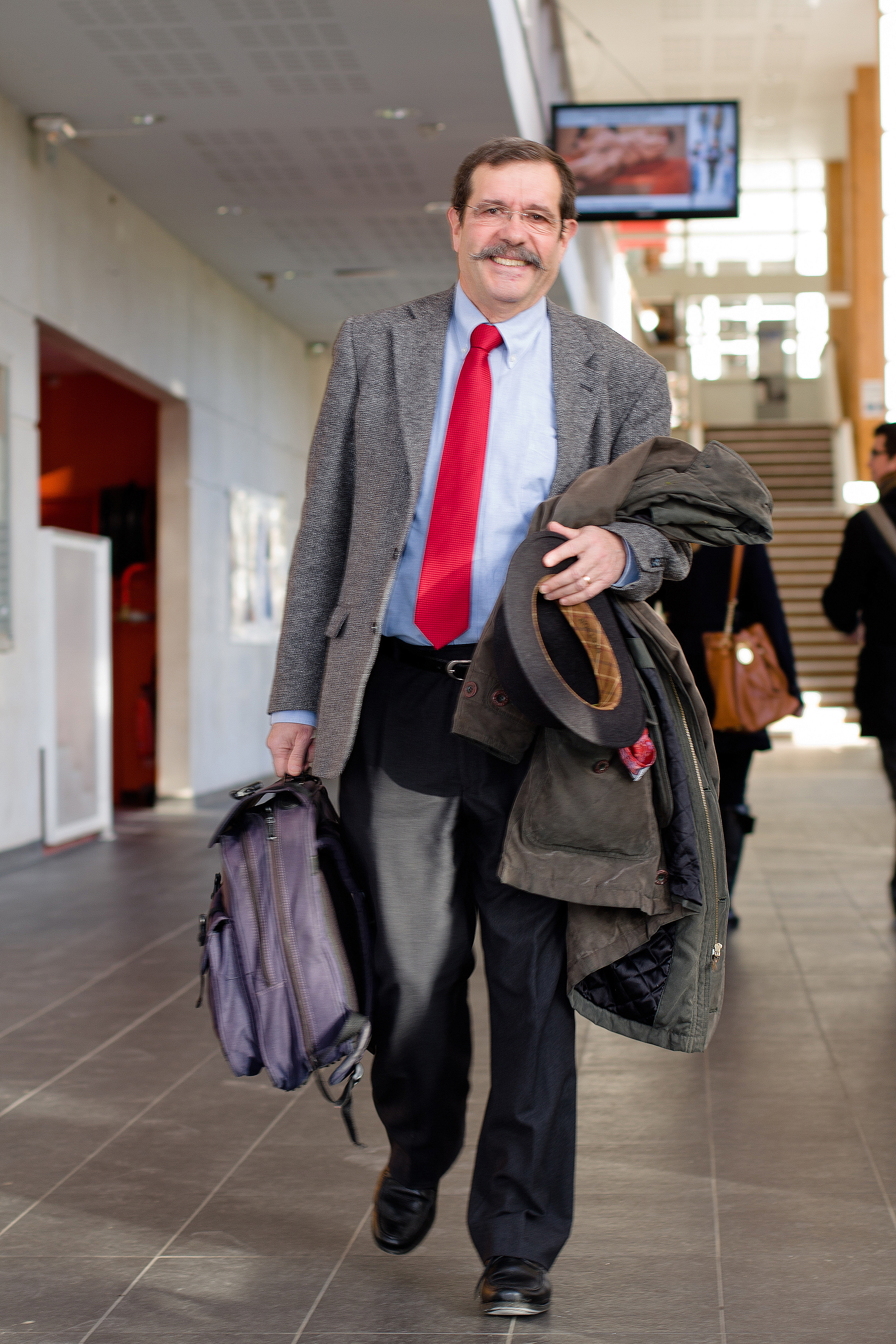
Alain Aspect à l'École polytechnique, le 28 janvier 2013.

### Décorations
Le 31 décembre 2004, Alain Aspect est nommé au grade de chevalier dans l'ordre national de la Légion d'honneur au titre de « professeur des universités, membre de l'Académie des sciences ; 40 ans de services civils et militaires » puis fait chevalier le 8 avril 2005. Il est promu au grade d'officier dans l'ordre le 11 juillet 2014 au titre de « professeur à l'Institut d'optique et à l'Ecole polytechnique ». Fait officier de l'ordre le 30 mars 2015, il est promu au grade de commandeur dans l'ordre le 29 décembre 2022 au titre de « physicien, prix Nobel de physique, membre de l'Académie des sciences, directeur de recherche émérite du Centre national de la recherche scientifique ».
Le 14 mai 2010, il est nommé au grade d'officier dans l'ordre national du Mérite au titre de « physicien, membre de l'Académie des sciences ; 44 ans de services civils et militaires »,.
En 2011, il est nommé au grade de commandeur dans l'ordre des Palmes académiques. Depuis 2011, il est titulaire de la Médaille Grand Vermeil de la Ville de Paris.

### Récompenses
- Prix Nobel de physique (2022 ; avec John Clauser et Anton Zeilinger)[38],[39]
- Prix Balzan (2013)[40]
- Ives Medal / Jarus Quinn Prize - Grand prix de l'Optical Society (2013)[41]
- Médaille d'or Niels Bohr de l'Académie Danoise d'Ingénierie, en association avec l'Institut Niels Bohr et l'Académie Royale des Sciences et Lettres du Danemark (2013)
- Médaille d’or Niels-Bohr de l’UNESCO (en) (2013)[42]
- Prix Tommassoni Chisesi, Université de Rome La Sapienza (2013)
- Médaille Albert-Einstein (2012)[43]
- Herbert Walther award (2011)
- Prix Wolf de physique (2010 ; avec John F. Clauser et Anton Zeilinger)
- Médaille d'or du CNRS (2005)
- Prix Gay-Lussac Humboldt (1999)
- Prix Max-Born de l’Optical Society (1999)
- Prix Holweck (1991)
- Prix de la Commission Internationale d'Optique (1987)
- Commonwealth Award for Science and Invention (1985)
- Prix Servant (1983)

### Distinctions académiques
Il est membre de plusieurs sociétés savantes, à savoir,, :
- membre de l'Academia Europaea ;
- membre de l'Académie française des sciences ;
- membre de l'Académie française ;
- membre de l'Académie des technologies ;
- membre honoraire de l'Optical Society ;
- membre étranger de la Royal Society ;
- membre étranger de l'Accademia Nazionale dei Lincei (Italy) ;
- membre associé de l’Académie royale des sciences, des lettres et des beaux-arts de Belgique ;
- membre associé de l'Académie américaine des sciences ;
- membre correspondant de l'Académie autrichienne des sciences.

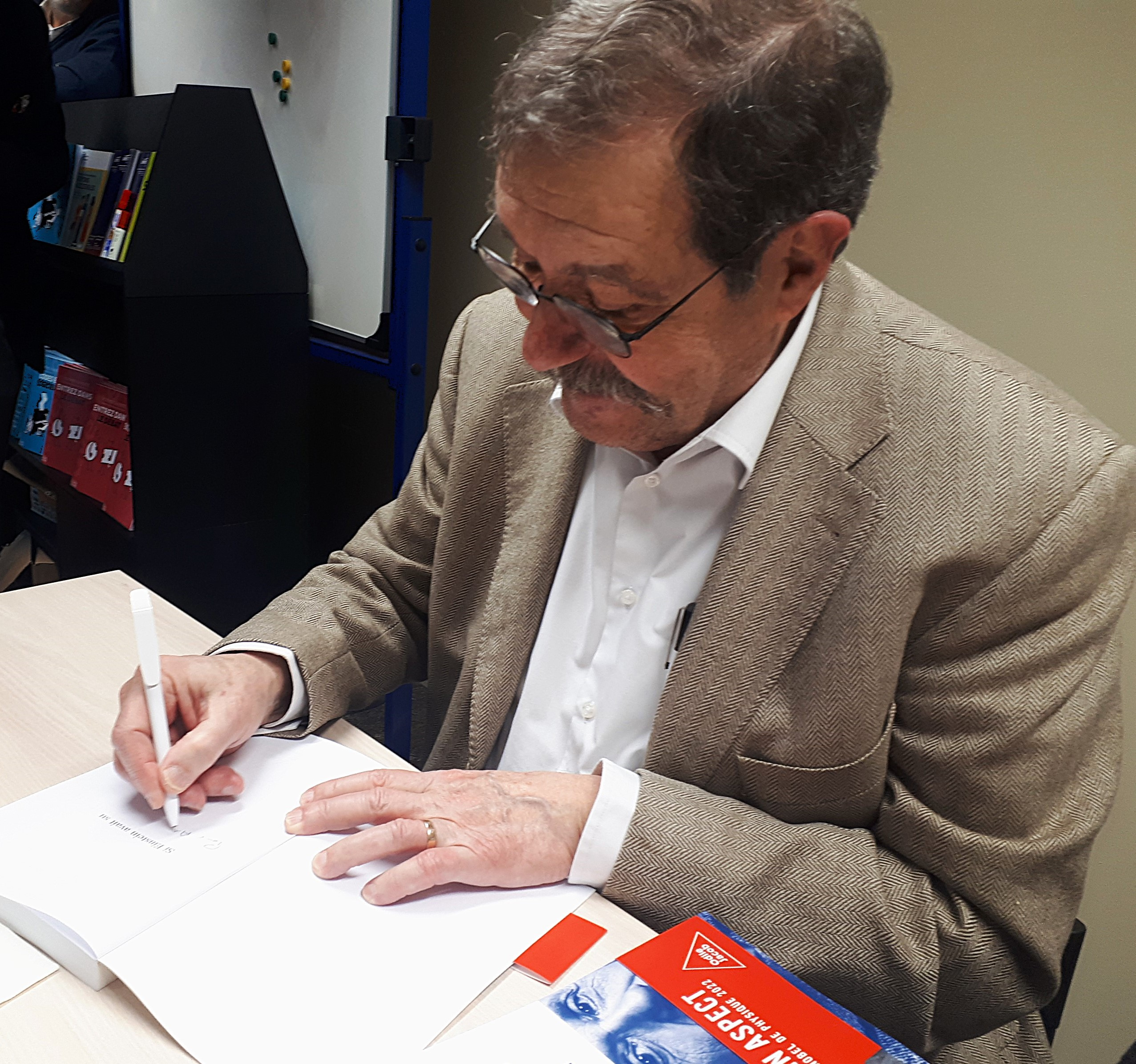
Alain Aspect à l'Urfist de Lyon en janvier 2025

### Docteurhonoris causa
Plusieurs universités lui ont décerné un doctorat honoris causa, dont :
- l'université de Montréal (2006) ;
- l'université nationale australienne (2008) ;
- l'université Heriot-Watt (2008) ;
- l'université de Glasgow (2010) ;
- l'université de Haïfa (2011) ;
- l'université de Waterloo (2014) ;
- l'université municipale de Hong Kong (2018) ;
- l'université de Sherbrooke (2023)

### Honneurs
- L'astéroïde (33163) Alainaspect porte son nom.
- Le bloc scientifique du lycée Bernard Palissy d'Agen a été baptisé au nom d'Alain Aspect en 2016[46].
- L'école primaire publique d'Astaffort porte son nom depuis 2023[47].